# مونیخ – لبه جنگ
مونیخ – لبه جنگ (به انگلیسی: Munich – The Edge of War) یک فیلم درام بریتانیایی محصول ۲۰۲۱ به کارگردانی کریستین شوچو و بر اساس فیلمنامه‌ای از بن پاور است. این فیلم بر اساس رمان «مونیخ» نوشته رابرت هریس ساخته شده‌است. جرمی آیرونز، جرج مکای، یانیس نیوونر، ساندرا هولر، لیو لیزا فریس، آگوست دیل، جسیکا براون فیندلی، آنجلی موهندرا و اولریش ماتس در این فیلم بازی می‌کنند.
مونیخ – لبه جنگ در ابتدا قرار بود در سال ۲۰۲۱ توسط نتفلیکس اکران شود اما سرانجام تاریخ آن به ۲۱ ژانویه سال ۲۰۲۲ تغییر یافت.

## پیش زمینه ساخت فیلم
این فیلم بر اساس رمان «مونیخ» نوشته رابرت هریس ساخته شده و پیشینه‌ای واقعی دارد. البته نویسنده دو دیپلمات جوان خیالی را به رمان خود اضافه کرده‌است. هریس در رمان خود چهار روز از امضای قرارداد توافقنامه مونیخ در سپتامبر ۱۹۳۸ را توصیف می‌کند که در آن آدولف هیتلر، نویل چمبرلین، ادوار دالادیه و بنیتو موسولینی در مورد واگذاری مناطق آلمانی چکسلواکی به آلمان توافق کردند. به گفته هریس، چمبرلین قصد آرام کردن اروپا را داشت که شکست خورد زیرا هیتلر به هر قیمتی جنگ می‌خواست. او در مورد اقدام چمبرلین می‌نویسد: «اما ارزش امتحان کردن را داشت چرا که به متفقین این اختیار اخلاقی را داد که علیه هیتلر بجنگند.»

## قالب
- جرمی آیرونز درنقش نویل چمبرلین
- جورج مک کی درنقش هیو لگات[الف]
- جانیس نیوونر درنقش پل فون هارتمن[ب]
- ساندرا هولر درنقش هلن وینتر[پ]
- لیو لیزا فرایز درنقش لنیا
- آگوست دیل درنقش فرانتس زاور[ت]
- جسیکا براون فیندلی درنقش پاملا لگات[ث]
- آنجلی محندرا در نقش جوآن
- اولریش ماتز درنقش آدولف هیتلر
- مارک لوئیس جونز درنقش سر اسموند کلورلی

## تولید
در نوامبر ۲۰۲۰، اعلام شد که جرمی آیرونز، جرج مکای، یانیس نیوونر، زاندرا هولر، لیو لیزا فریس و آگوست دیل به بازیگران فیلم ملحق شده‌اند و کریستین شوخو کارگردانی فیلم را بر اساس فیلمنامه‌ای از بن پاور بر اساس رمانی به همین نام از رابرت هریس، با نتفلیکس برای توزیع برعهده خواهند داشت.
عکاسی اصلی در نوامبر ۲۰۲۰ آغاز شد.